# Réserve nationale de faune du Marais-Wye
La réserve nationale de faune du Marais-Wye (anglais : Wye Marsh National Wildlife Area) est une réserve nationale de faune du Canada située en Ontario près de la ville de Midland. Cette petite aire protégée de 47 ha a pour mission de préserver une portion du marais Wye (en), un marais qui a servi à la réintroduction du cygne trompette en Ontario. Il est adjacent à l'aire de gestion de la faune Wye Marsh. Il est administré par le service canadien de la faune.

## Faune
Le site héberge de nombreuses espèces de lépidoptères (monarque...), d'amphibiens (grenouille léopard...), de reptiles (couleuvre à nez plat, couleuvre tachetée, couleuvre mince...), d'oiseaux (Cygne trompette, Petit Blongios, Sterne caspienne, Guifette noire, Merlebleu de l'Est...) et de mammifères.